# Championnats d'Amérique du Sud juniors d'athlétisme 2001
Navigation
Championnats d'Amérique du Sud juniors 2000 Championnats d'Amérique du Sud juniors 2002
La 33e édition des Championnats d'Amérique du Sud juniors d'athlétisme se sont déroulés à Santa Fe, en Argentine, au Centro de Alto Rendimiento Deportivo Pedro Candioti du 11 au 13 octobre 2001. Les épreuves combinées et de marche se sont tenues en conjonction avec les Championnats panaméricains juniors qui ont eu lieu au même endroit du 18 au 20 octobre 2001.

## Résultats

### Hommes
| Épreuves              | Or                             | Or             | Argent                         | Argent         | Bronze                     | Bronze         |
| --------------------- | ------------------------------ | -------------- | ------------------------------ | -------------- | -------------------------- | -------------- |
| 100 mètres            | Bruno Campos Brésil            | 10 s 62        | Bruno Pacheco Brésil           | 10 s 76        | Pablo Del Valle Argentine  | 10 s 95        |
| 200 mètres            | Bruno Pacheco Brésil           | 21 s 26        | Pablo Del Valle Argentine      | 21 s 45        | Bruno Campos Brésil        | 21 s 62        |
| 400 mètres            | Simoncito Silvera Venezuela    | 46 s 54        | Jhon Valoyes Colombie          | 46 s 96        | Luís Ambrósio Brésil       | 47 s 43        |
| 800 mètres            | Simoncito Silvera Venezuela    | 1 min 48 s 53  | Fabiano Peçanha Brésil         | 1 min 48 s 90  | Thiago Chyaromont Brésil   | 1 min 50 s 27  |
| 1 500 mètres          | Fabiano Peçanha Brésil         | 3 min 52 s 21  | José Manuel González Venezuela | 3 min 52 s 80  | Bayron Piedra Équateur     | 3 min 52 s 91  |
| 5 000 mètres          | Fernando Fernandes Brésil      | 14 min 30 s 56 | Franck de Almeida Brésil       | 14 min 32 s 40 | Miguel Bárzola Argentine   | 14 min 38 s 50 |
| 10 000 mètres         | Franck de Almeida Brésil       | 30 min 28 s 73 | Miguel Bárzola Argentine       | 31 min 07 s 09 | Cláudio da Cruz Brésil     | 31 min 49 s 55 |
| 3 000 mètres steeple  | Mariano Mastromarino Argentine | 8 min 54 s 51  | Fernando Fernandes Brésil      | 8 min 54 s 94  | Sergio Lobos Chili         | 9 min 17 s 55  |
| 110 mètres haies      | Thiago Dias Brésil             | 14 s 39        | Marleán Reyna Venezuela        | 14 s 68        | Marcius de Almeida Brésil  | 14 s 79        |
| 400 mètres haies      | Denis de Santana Brésil        | 52 s 34        | Tiago Bueno Brésil             | 52 s 61        | José Ferrín Équateur       | 53 s 02        |
| Saut en hauteur       | Santiago Guerci Argentine      | 2,09 m         | Fábio Baptista Brésil          | 2,09 m         | Gerardo Canale Argentine   | 2,06 m         |
| Saut à la perche      | José Francisco Nava Chili      | 4,90 m         | Jorge Naranjo Chili            | 4,90 m         | Fábio da Silva Brésil      | 4,80 m         |
| Saut en longueur      | Thiago Dias Brésil             | 7,43 m w       | Jefferson Sabino Brésil        | 7,25 m w       | Cristián Lyon Chili        | 7,07 m w       |
| Triple saut           | Jefferson Sabino Brésil        | 15,56 m        | Felipe Moreno Colombie         | 14,94 m        | Diego Hunt Argentine       | 14,40 m        |
| Lancer du poids       | Gustavo de Mendonça Brésil     | 16,81 m        | Edmundo Martínez Venezuela     | 16,67 m        | Ezequiel Vicente Argentine | 16,07 m        |
| Lancer du disque      | Germán Lauro Argentine         | 51,68 m        | Héctor Hurtado Venezuela       | 50,42 m        | Gustavo de Mendonça Brésil | 50,07 m        |
| Lancer du marteau     | Fabián Di Paolo Argentine      | 63,97 m        | Lucas Andino Argentine         | 60,64 m        | Roberto Sáez Chili         | 59,83 m        |
| Lancer du javelot     | Alexon Maximiano Brésil        | 71,31 m        | Dairon Márquez Colombie        | 67,35 m        | Pablo Alfano Argentine     | 66,39 m        |
| Décathlon             | Ivan da Silva Brésil           | 7 107 pts      | André Salvino Brésil           | 6 282 pts      | Fernando Martín Argentine  | 5 534 pts      |
| 10 km marche          | Andrés Chocho Équateur         | 43 min 58 s 89 | Rafael dos Anjos Duarte Brésil | 44 min 08 s 41 | Víctor Marín Pérou         | 47 min 46 s 53 |
| Relais 4 × 100 mètres | Brésil                         | 40 s 17        | Argentine                      | 41 s 50        | Chili                      | 41 s 82        |
| Relais 4 × 400 mètres | Brésil                         | 3 min 08 s 45  | Venezuela                      | 3 min 09 s 91  | Argentine                  | 3 min 16 s 55  |